# Ursi Abajo
Ursicinio Abajo Martínez, más conocido como "Ursi" (Tubilla del Lago (Burgos), 24 de julio de 1940), es un escalador español.
Máximo representante de la tercera generación de escaladores aragoneses que surgió tras la muerte de Rabadá y Navarro en 1963. Desarrolló la primera parte de su vida como escalador en los Mallos de Riglos, donde abre vías como la Ursi al macizo del Pisón (1961) con Navarro o la Vía de la Risa a la Peña don Justo (1961) con éste y con Rabadá. Tras la muerte de ambos escaladores en la cara norte del Eiger, sigue abriendo en Riglos muchas otras vías, destacando la Goito Villarig a la Aguja Roja (1963), la Vía de Verano al Pisón (1964), el Espolón del Adamelo en el macizo del Pisón (1965) o la Carnavalada al Pisón (1965), estas dos últimas realizadas con Jesús Ibarzo, consiguiendo también con este escalador las primeras repeticiones de emblemáticas vías de Rabadá como el Espolón del Firé, la Norte del Puro o la Serón-Millán al Pisón, así como la tercera absoluta de la Oeste del Naranjo de Bulnes.
En Pirineos logra importantes ascensiones, como las primeras españolas a la norte del Pitón Carré y el Couloir de Gaube saliendo por la cascada en el macizo de Vignemale, ambas invernales, el corredor de la Zeta en la sierra de la Partacua y tras su establecimiento en el valle de Tena realiza primeras absolutas a la Norte de la Pala de Ip, Diedro Norte de la Pala de Ip, Diedro Central de Peña Telera, como actividades más destacadas, sin olvidar otras primeras en picos como Anayet, Arriel, Foratata, Punta Escarra, Infiernos, Balaitous y Frondellas. Es también un gran impulsor del barranquismo del valle de Tena consiguiendo los primeros descensos del barranco de Gorgol, Garganta de Escarrilla, Garganta del Costechal y barranco de Forronías. 
Realiza expediciones a diversos macizos de todo el mundo, siendo reconocido numerosas veces por su trayectoria montañera con las medallas de oro de la Federación Aragonesa de Montaña y de plata y de bronce por la Federación Española de Deportes de Montaña y Escalada. También ha sido reconocido por tres veces como mejor montañero aragonés del año.
En octubre de 2010, coincidiendo con el 45.º aniversario de la apertura de la vía Carnavalada, la cordada Ursi-Ibarzo fue homenajeada por la FEDME y el GAME por toda su trayectoria.
En 2011 le fue concedida la Cruz del Mérito de la Guardia Civil por su colaboración con los GREIM
Actualmente sigue ejerciendo como Guía de Alta Montaña y es el responsable de refugio de Respomuso en Sallent de Gállego.